# Квартет имени Ондржичека
Квартет имени Ондржичека (чеш. Ondříčkovo kvarteto) — чешский струнный квартет.
Основан в 1921 г. студентами Пражской консерватории — учениками Франтишека Ондржичека; в 1922 г., после смерти Ондржичека, назван в его честь. С 1927 г. выступал под патронатом Пражского радио. Работал до 1958 г. Среди любопытных страниц его истории — первое исполнение 29 апреля 1945 по Пражскому радио неоконченного квартета Антонина Дворжака. Квартет осуществил и ряд других премьер — например, первое исполнение Струнного квартета № 3 Карела Болеслава Йирака (1940).

## Состав

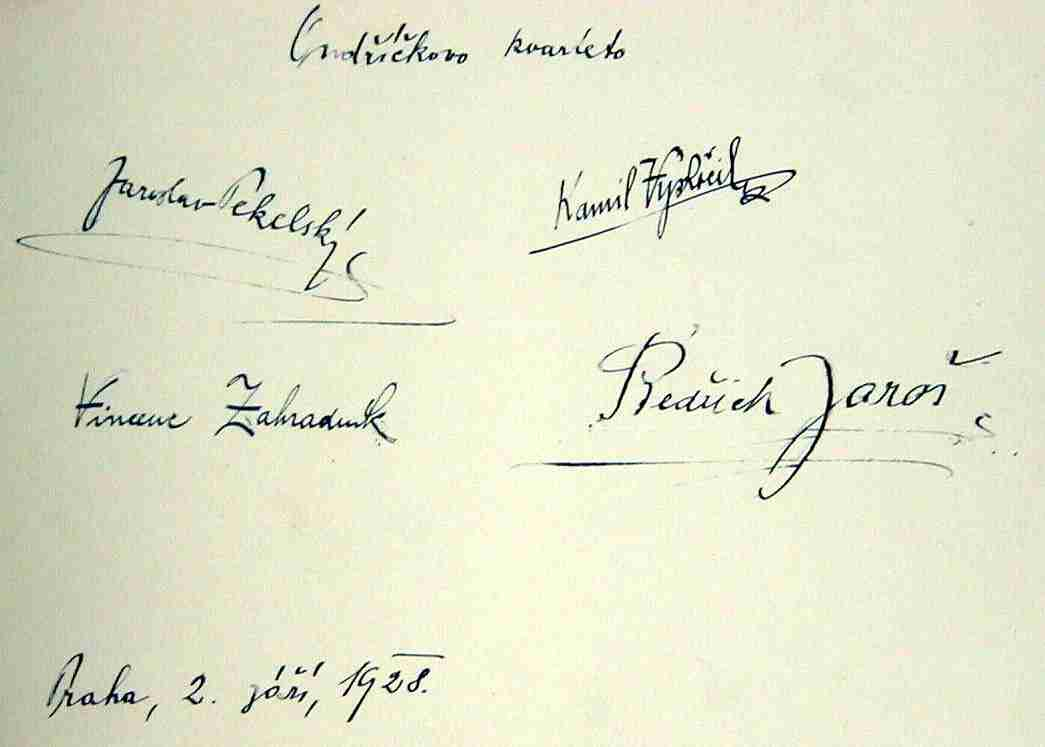
Автографы участников первого состава квартета (1928)

Первая скрипка:
- Ярослав Пекельский (1921—1936)
- Рихард Зика (1936—1947)
- Йозеф Голуб (1947—1958)

Вторая скрипка:
- Камиль Выскочил (1921—1932)
- Рихард Зика (1932—1936)
- Ярослав Пекельский (1936—1958)

Альт:
- Винценц Заградник (1921—1958)

Виолончель:
- Бедржих Ярош (1921—1958)